# ユルギス・カリヨタイティス
ユルギス・カリヨタイティス（リトアニア語: Jurgis Karijotaitis、ポーランド語: Jerzy Koriatowicz、1375年頃没）は、ナヴァフルダク公カリヨタスの息子で、リトアニア大公ゲディミナスの孫にあたり、ポジーリャ（兄弟で統治）及びヴォルィーニの公となった。

## 生涯
ユルギスはカリヨタスの息子達の内、年長の兄弟の一人である。ポーランド王国とリトアニア大公国が、 ハールィチ・ヴォルィーニ戦争による領域の変遷を調整することを目的とした1355年及び1366年の条約に参加している。1362年に叔父であるリトアニア大公アルギルダスが戦った青水の戦いに兄弟であるアレクサンドラス、コンスタンティナス及びテオドラス とともに加勢したことが見出される。
1366年にアレクサンドラスがポーランド国王カジミェシュ3世大王によってヴォロディームィル＝ヴォルィーンシキーの総督に任じられたことでポジーリャを去るとユルギスはスモトリチを支配した弟のコンスタンティナスとともにポジーリャ公国を支配することとなった。 なお、末弟のテオドラスはこの時はハンガリー王国に滞在していた。アレクサンドラスがヴォロディミール・ヴォルィンスキーから帰還した1371年以降はともにポジーリャの支配権を分かち合っている。
カリヨタス家統治のもとのポジーリャではカトリック教会が広まった。1366年には 町にドミニコ修道会が現れ、1375年にはローマ教皇グレゴリウス11世はカームヤネツィにカトリック教会の司教区並びにドミニコ会の主教を置くことを認可している。1377年には町の中心地にカトリック教会の寺院が建てられている。1374年に兄アレクサンドラスとともにマクデブルク法を下賜している。
ユルギスは1374年か1375年に後継者を残さずに没している。ユルギスの死に関する説の一つにモルダヴィア公国の支配権を欲したことにより同国の貴族に毒殺されてバルラードに埋葬されたというものがある。またユルギスはモルダヴィア公ユーガと同一人物であると誤解されることがあるが、これは正しくはない。この種の憶測は、ヤン・テゴウスキイがカリヨタス一門と推測するユーガの妻であるアンスタシアに基づいている。